# Odieta
Odieta è un comune spagnolo di 318 abitanti situato nella comunità autonoma della Navarra.